# Desmodilliscus braueri
Desmodilliscus braueri је врста глодара из породице мишева.

## Распрострањење
Ареал врсте Desmodilliscus braueri обухвата већи број држава у подручју Сахела. 
Врста је присутна у Судану, Мауританији, Малију, Нигеру, Нигерији, Камеруну, Буркини Фасо, Чаду (непотврђено) и Сенегалу.

## Станиште
Станиште врсте су саване.

## Угроженост
Ова врста је наведена као последња брига, јер има широко распрострањење и честа је врста.